# Henri Desmarets
Henri Desmarets, także Desmarest, Desmarestz, Desmarais (ur. w lutym 1661 w Paryżu, zm. 7 września 1741 w Lunéville) – francuski kompozytor.

## Życiorys
Otrzymał wychowanie na dworze Ludwika XIV. Do 1678 roku śpiewał w kapeli królewskiej. Jego nauczycielem przypuszczalnie był Jean-Baptiste Lully. W 1682 roku w Wersalu wystawiono jego pierwszą operę, Endymion (muzyka do niej zaginęła). Działał jako nadworny muzyk Ludwika XIV, a około 1690 roku został także kapelmistrzem zakonu jezuitów w Paryżu.
Po śmierci swojej pierwszej żony w 1696 wdał się w romans ze swoją uczennicą, córką wysokiego urzędnika w Senlis. Oskarżony o jej porwanie i uwiedzenie, został w 1699 roku skazany na karę śmierci i musiał ratować się ucieczką z Francji. Początkowo osiadł w Brukseli, następnie wyjechał do Hiszpanii, gdzie w latach 1701–1706 pełnił funkcję kapelmistrza na dworze Filipa V. Tam też w 1701 roku poślubił swoją wybrankę. Od 1707 roku przebywał w Lotaryngii, gdzie zajmował się organizacją życia muzycznego na dworze kolejno Leopolda I, Franciszka III i Stanisława Leszczyńskiego. W 1722 roku doszło do rewizji jego wcześniejszego procesu i uznania drugiego małżeństwa.

## Twórczość
Był autorem oper z elementami baletu Didon (1693), Circé (1693), Théagène et Chariclée na podstawie Opowieści etiopskiej Heliodora (1695), Les Amours de Momus (1695), Vénus et Adonis (1697), Les festes galantes (1698), Iphigénie en Tauride wspólnie z André Camprą (1704), Renaud ou La suite d’Armide (1722). Dzieła sceniczne Desmaretsa kontynuują styl J.-B. Lully’ego, cechują się oryginalną melodyką i przejrzystą, lekką harmoniką, pomimo słabych librett. Ponadto skomponował m.in. liczne divertissements, kantaty, arie, motety oraz Te Deum napisane z okazji małżeństwa księżniczki Elżbiety Teresy.